# Lista de capítulos de Black Cat
O mangá Black Cat escrito e ilustrado por Kentaro Yabuki, foi publicado pela editora Shueisha na revista Weekly Shonen Jump. O primeiro capítulo de Black Cat foi publicado em julho de 2000 e a publicação encerrou em junho de 2004 no capítulo 185, contando com 20 volumes. Nesta página, os capítulos estão listados por volume, com seus respectivos títulos originais (volumes com seus títulos originais abaixo do traduzido e capítulos com seus títulos originais na coluna secundária).

## Volumes 1~10
| - 1. O Homem Chamado Gato Preto - 2. Mensageiro do Chronos - 3. Rinslet Walker - 4. Aliança - 5. Garotinha de Preto - 6. Pega - 7. Perdida - 8. Roleta Russa | - 1. 黒い猫と呼ばれた男 (Kuroi Neko To Yobareta Otoko) - 2. クロノスからの使者 (Kuronosu Kara No Shisha) - 3. リンスレット･ウォーカー (Rinsuretto Uōkā) - 4. 同盟 (Dōmei) - 5. 黒衣の少女 (Kokue no Shōjo) - 6. 鬼ごっこ (Onigokko) - 7. 迷子 (Maigo) - 8. ロシアン･ルーレット (Roshian Rūretto) |

| - 9. Olho de Gato Preto - 10. Liberdade - 11. "Creed" - 12. Carnaval Furioso - 13. Um Casaco Negro - 14. "Revolução Para Este Planeta" - 15. "Lâmina Imaginária" - 16. "Minatsuki Saya" - 17. "Mergulho" - 18. "Últimas do Dia..." | - 9. 黒猫眼光 (Kuro Neko Gankō) - 10. じゆう (Jiyū) - 11. “クリード” ("Kurīdo") - 12. マッド・カーニバル (Maddo Kānibaru) - 13. 黒いコート (Kuroi Kōto) - 14. 「この星に革命を」 ("Kono Hoshi ni Kakumei o") - 15. 「幻想虎徹」 ("Gensō Toratōru") - 16. 「ミナツキ サヤ」 ("Minatsuki Saya") - 17. 「DIVE」 - 18. 「夜が明けて･･･」 ("Yo Ga Akete...") |

| - 19. Resumo das Caçadas - 20. Video-Carta - 21. Especulações em Volta do Alvo, Gyanza - 22. "Pescando" - 23. Tapa-olho - 24. Hiper Visão - 25. A "Derrota" da Princesa - 26. O Nº II Mostra Suas Presas - 27. Sangue - 28. O Que os Vivos Podem Fazer | - 19. 掃除屋再開 (Soujiya Saikai) - 20. ビデオレター (Bideoretā) - 21. 標的・ギャンザをめぐる思惑 (Hyōteki - Gyanza o Meguru Omowaku) - 22. 「ツリ」 ("Tsuri") - 23. 眼帯 (Gantai) - 24. ヴィジョン・アイ (Vijon Ai) - 25. 姫の「フカク」 (Hime no "Fukaku") - 26. 牙を剥くＮＯ．Ⅱ (Kiba o Muku No. II) - 27. BLOOD - 28. 生きる者に できる事 (Ikirumono ni Dekiru Koto) |

| - 29. Sven Fazendo a Faxina no Túmulo (Início) - 30. Sven Fazendo a Faxina no Túmulo (Fim) - 31. Amante Por Um Dia - 32. Lugart Won - 33. Train VS Won - 34. A Corrida pelo Tesouro - 35. Eve VS Flora - 36. O Desejo de Eve - 37. A Maleta-Arma Attaché - 38. "O Encerramento do Banquete" | - 29. スヴェンの墓参り ‹前編› (Suven no Hakamairi ‹Zenpen›) - 30. スヴェンの墓参り ‹後編› (Suven no Hakamairi ‹Kōhen›) - 31. 一日ダーリン (Ichinichi Dārin) - 32. ルガート＝ウォン (Rugāto Uon) - 33. トレインVSウォン (Torein VS Uon) - 34. お宝暴走 (Otakara Bōsō) - 35. イブVSフローラ (Ibu VS Furōra) - 36. イブの頼み (Ibu no Tanomi) - 37. アタッシュ・ウェポン・ケース (Atasshu Uepon Kēsu) - 38. 「パーティー･終わって」 ("Pātī Owatte") |

| - 39. Um Jeito Inocente de Pensar - 40. Apóstolos da Estrela, Reunidos - 41. Sinal de Aviso da Revolução - 42. Destruindo a Conferência Mundial, e Depois... - 43. Rumores do Gato Preto - 44. O Homem "13" - 45. Train e Woodney - 46. O Destino do "Gato Preto" - 47. Nº I Faz Uma Visita | - 39. 甘い考え (Amai Kangae) - 40. 星の使途、集結 (Hoshi no Shito, Shūketsu) - 41. 革命の狼煙 (Kakumei no Noroshi) - 42. 世界会議壊滅、そして・・・ (Sekai Kaigi Kaimetsu, Soshite...) - 43. 黒猫のウワサ (Burakkukyatto no Uwasa) - 44. “13”の男 ("13" no Otoko) - 45. トレインとウドニー (Torein to Udonī) - 46. “黒猫”の宿命 ("Kuro Neko" no Shukumei) - 47. Ｎｏ．Ⅰ、来訪 (No. I, Raihō) |

| - 48. O Insano Atirador - 49. Train VS Durham - 50. A Prova Final na Floresta - 51. Train VS Durham: Determinado o Vitorioso - 52. Caminhos Separados - 53. A Depressão de Sven - 54. Refém - 55. O Preço da Felicidade - 56. Aprovações - 57. A Dúvida de Charden | - 48. 狂気のガンマン (Kyōki no Gan-man) - 49. トレインVSデュラム (Torein VS Dyuramu) - 50. 森の決闘 (Mori no Kettō) - 51. 決着、トレインVSデュラム (Ketchaku, Torein VS Dyuramu) - 52. 別れ (Wakare) - 53. スヴェンの憂鬱 (Suven no Yūutsu) - 54. 人質 (Hitojichi) - 55. 幸せの価値 (Shiawase no Kachi) - 56. 制裁 (Seisai) - 57. シャルデンの疑問 (Sharuden no Gimon) |

| - 58. Jenos - 59. "O Verdadeiro Valor do VII" - 60. Cidade Champagne - 61. O Homem Que Conheceu Saya - 62. O Modo de Vida Escolhido - 63. O Garoto Que Caiu do Céu (1) - 64. O Garoto Que Caiu do Céu (2) - 65. Invasão - 66. Gato Preto Faz Seu Movimento - 67. Hora da Vingança | - 58. ジェノス (Jenosu) - 59. “Ⅶの真価” ("VII no Shinka") - 60. シャンパーユ タウン (Shanpāyu Taun) - 61. サヤに出会った男 (Saya ni Deatta Otoko) - 62. 選んだ生き方 (Eranda Ikikata) - 63. 降ってきた少年① (Futte kita Shōnen ‹1›) - 64. 降ってきた少年② (Futte kita Shōnen ‹2›) - 65. 襲撃 (Shūgeki) - 66. 黒猫、動く (Kuro Neko, Ugoku) - 67. 復讐の時 (Fukushū no Toki) |

| - 68. O Passado de um Garoto - 69. Os Problemas de Rinslet - 70. "Cerberus" - 71. A Missão Começa - 72. Cerberus Ataca - 73. A Retalhação dos Apóstolos da Estrela - 74. Train Entra na Briga - 75. Train se Aproxima - Especial. Gato de Rua | - 68. 少年時代 (Shōnen Jidai) - 69. リンスの受難 (Rinsu no Junan) - 70. “ケルベロス” ("Keruberosu") - 71. 任務開始 (Ninmu Kaishi) - 72. ケルベロス、侵入 (Keruberosu, Shin'nyū) - 73. 猛襲、星の使徒 (Mōshū, Hoshi no Shito) - 74. トレイン、参入 (Torein, San'nyū) - 75. トレイン、接近 (Torein, Sekkin) - 特別読切. STRAY CAT |

| - 76. O Lobisomen Se Transforma - 77. A Força das Nanomáquinas - 78. O Poder Para Superar - 79. A Prova Final no Antigo Castelo - 80. Fuga - 81. Lâmina Imaginária, Level 2 - 82. A Decisão de Naizer - 83. O Código de Vida de um Guardião do Tempo - 84. Nº X Xiao Li | - 76. 変身・人狼 (Henshin Jinrō) - 77. ナノマシンの力 (Nanomashin no Chikara) - 78. 超越する力 (Chōetsu suru Chikara) - 79. 古城の決戦 (Kojō no Kessen) - 80. エスケープ (Esukēpu) - 81. 幻想虎徹Lv.2 (Gensō Toratōru Lv. 2) - 82. ナイザーの決意 (Naizā no Ketsui) - 83. 時の番人の生き様 (Toki no Ban'nin no Ikizama) - 84. No.Ⅹ シャオリー (No. X Shao Rī) |

| - 85. Colisão na Rua - 86. A Ex.ci.ta.ção de Kyoko - 87. A Determinação de Jenos - 88. O Motivo Para Partir - 89. A Investigação de Creed - 90. Lúcifer - 91. Depois da Metamorfose... - 92. Professora Tearju - 93. Ataque Surpresa | - 85. 街でバッタリ (Machi de Battari) - 86. キョウコのト・キ・メ・キ (Kyōko no To.ki.me.ki) - 87. ジェノスの決意 (Jenosu no Ketsui) - 88. 脱退の理由 (Dattai no Riyū) - 89. クリードの疑問 (Kurīdo no Gimon) - 90. LUCIFER - 91. 変化・そして･･･ (Henka Soshite...) - 92. ティアーユ博士 (Tiāyu Hakase) - 93. 突如の襲撃 (Totsujo no Shūgeki) |

## Volumes 11~20
| - 94. A Diplomacia do Senhor Gato Preto - 95. A Determinação de Charden - 96. Serviço de Quarto Bola de Metal - 97. Regras de Combate - 98. Promessa - 99. A Luta do Caçador de Recompensas - 100. Coração Agitado - 101. As Balas Aladas - 102. Anjo e Demônio - 103. O Tratamento de Kyoko | - 94. クロ様 主義 (Kuro-sama Shugi) - 95. シャルデンの決意 (Sharuden no Ketsui) - 96. 鉄球ルームサービス (Tekkyū Rūmu Sābisu) - 97. 戦闘主義 (Sentō Shugi) - 98. 約束 (Yakusoku) - 99. 掃除屋の闘い (Sōjiya no Tatakai) - 100. 揺れる心 (Yureru Kokoro) - 101. 羽根の弾丸 (Hane no Dangan) - 102. 天使と悪魔 (Tenshi to Akuma) - 103. キョウコの処遇 (Kyōko no Shogū) |

| - 104. A Diferença Entre Train e Sven - 105. O Julgamento de Sephiria - 106. Um Coração Testado - 107. Como Voltar ao Normal - 108. Casa Sob Vigilância - 109. O Novo Apóstolo - 110. Ataque!! Contra-ataque!! - 111. A Nova Arma - 112. A Miraculosa Railgun - 113. Objetivo Principal | - 104. トレインとスヴェンの違い (Torein to Suven no Chigai) - 105. セフィリアの判断 (Sefiria no Handan) - 106. 試される選択肢 (Tamesa reru Sentakushi) - 107. 元に戻る方法 (Motonimodoru Hōhō) - 108. 狙われた家 (Nerawareta-ka) - 109. 新たなる使徒 (Aratanaru shito) - 110. 強襲!!反撃!! (Kyōshū!! Hangeki!!) - 111. 新しい銃 (Atarashī Jū) - 112. 驚異の電磁銃 (Kyōi no Denji Jū) - 113. 究極の目的 (Kyūkyoku no Mokuteki) |

| - 114. Hora de Decidir - 115. A Caçadora de Recompensas - 116. O Preço da Liberdade - 117. Tiro Refletido - 118. Último Ato de Bravura - 119. Amigos - 120. No Café - 121. O Homem do Punho - 122. Punhos Velozes | - 114. 決意の刻 (Ketsui no Koku) - 115. 掃除屋の女 (Sōjiya no On'na) - 116. 自由の代償 (Jiyū no Daishō) - 117. リフレク・ショット (Rifureku Shotto) - 118. 最後の勇気 (Saigo no Yūki) - 119. 親友 (Shin'yū) - 120. カフェにて (Kafe Nite) - 121. 拳の男 (Ken no Otoko) - 122. 閃光の拳 (Senkō no Ken) |

| - 123. Caçador de Recompensas VS Caçador de Recompensas - 124. Negociante de Informações - 125. Ativando o CD - 126. Cidade do Pesadelo - 127. Sala das Tentativas - 128. Local de Encontro - 129. A Aliança Está Formada!! - 130. Crise no Mar Aberto!! - 131. Inimigo no Ar!! | - 123. 掃除屋VS掃除屋 (Sōjiya VS Sōjiya) - 124. 情報屋 (Jōhō-ya) - 125. ディスク起動 (Disuku Kidō) - 126. ナイトメアシティ (Naitomea Shiti) - 127. 試練の部屋 (Shiren no Heya) - 128. 集合地点 (Shūgō Chiten) - 129. 同盟結成!! (Dōmei Kessei!!) - 130. 洋上の危機!! (Yōjō no Kiki!!) - 131. 空中の敵!! (Kūchū no Teki!!) |

| - 132. O Primeiro Encontro!! - 133. Desafiando a Gravidade!! - 134. Há um Jeito!! - 135. Vou Arriscar Meus Punhos!! - 136. Ventos Engolfantes!! - 137. A Intensa Batalha de Eve - 138. Eve no Meio do Ar!! - 139. Tornado da Morte!! - 140. E a Bala Parou! | - 132. 第１の遭遇!! (Dai-sho no Sōgū!!) - 133. 重力を超えろ!! (Jūryoku o Koero!!) - 134. 手段あり!! (Shudan Ari!!) - 135. この拳に賭ける!! (Kono Ken ni Kakeru!!) - 136. 巻き起こる風!! (Maki Okoru Kaze!!) - 137. 激闘のイヴ (Gekitō no Ivu) - 138. 空中のイヴ!! (Kūchū no Ivu!!) - 139. 死の竜巻!! (Shi no Tatsumaki!!) - 140. そして弾丸は止まる! (Soshite Dangan wa Tomaru!) |

| - 141. O Poder da Evolução!! - 142. O Olho de Glasper!! - 143. Descoberta Poderosa!! - 144. O Verdadeiro Tao!! - 145. O Inseto do Mau - 146. Luta Violenta!! O Demoníaco Inseto de Batalha!! - 147. Duas Batalhas Até a Morte!! - 148. Ataque! Arte dos Selos!! - 149. A Verdade Sobre "Tao" | - 141. 進化の能力!! (Shinka no Nōryoku!!) - 142. 支配眼!! (Shihai Me!!) - 143. 実力突破!! (Jitsuryoku Toppa!!) - 144. 真なる道!! (Shin'narumichi!!) - 145. 魔の蟲 (Ma no Mushi) - 146. 激闘!!戦闘魔蟲!! (Gekitō!! Sentō Mamushi!!) - 147. ２人の死闘!! (2-ri no Shitō!!) - 148. 攻勢!!符術!! (Kōsei!! Fu-jutsu!!) - 149. “道”の真実 ("Tao" no Shinjitsu) |

| - 150. As Garras do Gato Preto!! - 151. Duas Memórias - 152. O Poder da União!! - 153. Vestígios de um Caçador de Recompensas!! - 154. Vá Atrás Deles!! - 155. Berserkers - 156. Amigos Manipulados!! - 157. Resgate das Nanomáquinas - 158. Escritório do Doutor | - 150. 黒猫の爪!! (Kuro Neko no Tsume!!) - 151. 想い２つ (Omoi Futatsu) - 152. 同盟の実力!! (Dōmei no Jitsuryoku!!) - 153. 掃除屋の面影!! (Sōjiya no Omokage!!) - 154. 駆け抜けろ!! (Kakenukero!!) - 155. 狂戦士 (Bāsākā) - 156. 操られる仲間!! (Ayatsura reru Nakama!!) - 157. ナノマシンの救い (Nanomashin no Sukui) - 158. ドクターの部屋 (Dokutā no Heya) |

| - 159. O Mundo de Lugar Nenhum - 160. Sala do Terror - 161. O Mundo do Confinamento!! - 162. Rápido Para o Outro Lado!! - 163. Luz Condutora - 164. O "Tao" Que Copia - 165. A Técnica do Manto - 166. Choque! A Toca da Cobra Branca - 167. Creed VS Sephiria | - 159. どこでもない世界 (Doko Demonai Sekai) - 160. 恐怖の部屋 (Kyōfu no Heya) - 161. 捕らわれの世界!! (Toraware no Sekai!!) - 162. 向こう側へ急げ!! (Mukō-gawa e Isoge!!) - 163. 導きの光 (Michibiki no Hikari) - 164. コピーなる“道” (Kopī Naru “Tao”) - 165. シャオリーの技 (Shaorī no Waza) - 166. 激突!白蛇の間 (Gekitotsu! Shirohebi no Ma) - 167. クリードVSセフィリア (Kurīdo VS Sefiria) |

| - 168. Evolução Suprema - 169. Respiração Divina - 170. Oogi Final: Mekkai - 171. Uma Nova Ameaça - 172. A Brigada Fantasma das Estrelas - 173. Aqueles Que se Opõe a Deus - 174. Como Um Caçador de Recompensas - 175. A Lâmina do Terror - Especial. Black Cat | - 168. 究極の進化 (Kyūkyoku no Shinka) - 169. 神の息吹 (Kami no Ibuki) - 170. 最終奥義“滅界” (Saishū Ōgi "Mekkai") - 171. 新たな脅威 (Aratana kyōi) - 172. 鬼星隊 (Onisei-tai) - 173. 神に抗う者達 (Kami ni Aragau-sha-tachi) - 174. 掃除屋として (Sōjiya Toshite) - 175. 狂気の剣 (Kyōki no Ken) - 特別編. BLACK CAT |

| - 176. Espada Imaginária Level 3 - 177. As Garras do Gato Preto - 178. Sentimentos Misturados - 179. A Distinção de um Poder Esmagador - 180. Desejo de Matar, Crenças e... - 181. A Luta de Echidna - 182. Reunindo o Sentimento de Todos - 183. A Railgun Explosiva - 184. A Conclusão - 185. Para Um Amanhã Livre | - 176. 幻想虎徹LV3 (Gensō Toratōru LV 3) - 177. 黒猫の爪 (Kuro Neko no Tsume) - 178. 交錯する想い (Kōsaku suru Omoi) - 179. 圧倒的力の差 (Attōteki-ryoku no Sa) - 180. 殺意と信念と･･･ (Satsui to Shin'nen to...) - 181. エキドナの闘い (Ekidona no Tatakai) - 182. 全ての想いを込めて (Subete no Omoi o Komete) - 183. 炸裂電磁銃 (Sakuretsu Denji Jū) - 184. 終結 (Shūketsu) - 185. 気ままな明日へ (Kimamana Ashita e) |